# Graphis menkhorsti
Graphis menkhorsti is een slakkensoort uit de familie van de Tofanellidae. De wetenschappelijke naam van de soort is voor het eerst geldig gepubliceerd in 1988 door De Jong & Coomans.